# Samogłoska prawie przymknięta tylna scentralizowana zaokrąglona
Samogłoska prawie przymknięta tylna scentralizowana zaokrąglona – typ samogłoski spotykany w językach naturalnych. Symbol, który przedstawia ten dźwięk w Międzynarodowym Alfabecie Fonetycznym, to ʊ (podkowiaste u). Przed rokiem 1989 zapisywana była ona symbolem ɷ.
Handbook of the International Phonetic Association definiuje tę samogłoskę jako przesunięty ku szwie odpowiednik samogłoski kardynalnej [u], więc można ją alternatywnie zapisać u̽.

## Języki, w których występuje ten dźwięk
Samogłoska prawie przymknięta tylna scentralizowana zaokrąglona występuje w językach:
| Język     | Słowo | MAF      | Tłumaczenie | Uwagi                                                  |
| --------- | ----- | -------- | ----------- | ------------------------------------------------------ |
| angielski | hook  | [hʊk]    | „hak”       |                                                        |
| czeski    | tu    | [tʊ]     | „tu”        | Realizacja fonemu /u/ według niektórych językoznawców. |
| niemiecki | und   | [ʔʊnt]   | „i”         |                                                        |
| rosyjski  | сухой | [sʊˈxo̞j] | „suchy”     | Występuje tylko w nieakcentowanych sylabach.           |

W niektórych językach występuje samogłoska prawie przymknięta tylna scentralizowana niezaokrąglona, nieposiadająca odrębnego oficjalnego symbolu IPA, zapisywana [ɯ̽] lub [ʊ̜], kiedy niezbędne jest rozróżnienie:
| Język       | Język                 | Słowo | MAF      | Tłumaczenie | Uwagi                                        |
| ----------- | --------------------- | ----- | -------- | ----------- | -------------------------------------------- |
| angielski   | dialekt kalifornijski | hook  | [hɯ̽k]    | „hak”       |                                              |
| portugalski | odmiana europejska    | pegar | [pɯ̽ˈɣäɾ] | „trzymać”   | Występuje tylko w nieakcentowanych sylabach. |

W niektórych językach występuje także samogłoska prawie przymknięta centralna zaokrąglona, nieposiadająca odrębnego oficjalnego symbolu IPA (m.in. Oxford English Dictionary stosuje [ᵿ]), zapisywana [ʊ̈] lub [ʉ̞], kiedy niezbędne jest rozróżnienie:
| Język     | Słowo    | MAF         | Tłumaczenie   | Uwagi                                                               |
| --------- | -------- | ----------- | ------------- | ------------------------------------------------------------------- |
| angielski | euphoria | [jʊ̈ˈfɔːɹiə] | „euforia”     |                                                                     |
| rosyjski  | ютиться  | [jʊ̈ˈtʲit͡sə] | „mieścić się” | Występuje tylko w nieakcentowanych sylabach po miękkiej spółgłosce. |